# Guila Clara Kessous
Pour les articles homonymes, voir Kessous.
Guila Clara Kessous, née le 27 novembre 1978 ou 1988, est une coach de dirigeants d'entreprise, universitaire, actrice et metteuse en scène française.
Elle est nommée artiste pour la paix de l'UNESCO en 2012.

## Biographie
Après un Executive MBA de l'ESSEC, préparé tout en pratiquant le théâtre, elle obtient un double doctorat ès lettres de l'université de Boston (Ph.D.) sous le mentorat d'Elie Wiesel et de l'université de Metz. Sa thèse s'intitule : « Théâtre et sacré : analyse d'une interculturalité dramatique dans les œuvres de Paul Claudel et d'Elie Wiesel ».
En janvier 2012, elle est nommée Artiste de l'Unesco pour la paix en reconnaissance « de son travail de défense des causes sociales à travers l'art, et de son dévouement aux idéaux de l'Organisation »,.
Elle a présenté en avril 2012 à Genève une nouvelle adaptation du Journal d'Hélène Berr avec la participation entre autres de Stéphane Freiss à l'occasion de la cérémonie du Yom Hashoah en mémoire des victimes de la Shoah et produit en mai de cette même année la pièce Dreyfus de Jean-Claude Grumberg à Boston et New-York. Elle met en scène la pièce d'Elie Wiesel, Le choix à Paris et en 2015 au théâtre Sanders  de l'université Harvard et  où elle bénéficie d'une bourse postdoctorale à la Harvard Divinity School.
Elle a enseigné la dramaturgie française de Molière à aujourd'hui à l'université Harvard où en 2018-2019, elle est professeur invité au département de littérature comparée.
Élève de Tal Ben-Shahar, elle intervient aujourd'hui en entreprise pour aider les dirigeants à intégrer la psychologie positive à leur management,.
Fin 2022, alors qu'elle prépare une exposition autour de Jules Isaac pour l'Unesco, elle fait partie de la délégation de l'AJCF reçue par le pape François le 12 décembre 2022 et lui présente le livre audio Jésus et Israël de Jules Isaac dont elle est la lectrice,.
En avril 2023, Guila Clara Kessous lance les Accords de Sarah et de Hajar — les deux femmes d'Abraham qui, selon la Bible sont respectivement mères d'Isaac et d'Ismaël — afin de promouvoir les femmes dans la diplomatie et les droits des femmes au Moyen-Orient. Ces accords sont signés, sur le modèle des accords d'Abraham, par des représentantes d'Israël, des Émirats arabes unis, de Bahreïn et du Maroc,,.
Ses lectures en livres audio pour la collection « La Bibliothèque des voix » des éditions des femmes-Antoinette Fouque reçoivent par ailleurs plusieurs distinctions décernées au CNL par La Plume de Paon : la Voix d’Or du Grand Prix du Livre Audio 2022 pour Des mots pour agir contre les violences faites aux femmes, recueil dirigé par Eve Ensler et Mollie Doyle, et le Grand Prix Document du livre audio 2023 pour Au-delà de nos larmes de Tatiana Mukanire Bandalire préfacé par le Dr. Denis Mukwege,.
En avril 2025, elle organise au siège de l'Unesco à Paris le forum international de la Journée mondiale de l'art sur le thème de l'art vecteur de paix, de guérison et de bien-être social.

## Filmographie
- 2019 : Holy Lands d'Amanda Sthers

## Publications
- Guila Clara Kessous (préf. Elie Wiesel), Théâtre et sacré dans la tradition juive, Paris, Presses universitaires de France, coll. « Lectures du judaïsme », 23 juin 2012, 204 p. (ISBN 978-2-13-059016-3, BNF 42710636)
- Sélection par Guila Clara Kessous (préf. Irina Bokova, ill. Plantu), 70 citations pour la paix : célébrations du 70e anniversaire de l'UNESCO, Paris, Gallimard, 2015, 142 p. (ISBN 978-2-070-11478-8)
- Bruno Adler et Guila Clara Kessous (préf. Tal Ben-Shahar), Le grand livre de la psychologie positive : le guide de référence pour révéler le meilleur de nous-mêmes, Paris/01-Péronnas, Eyrolles, 2020, 230 p. (ISBN 978-2-212-57148-6, présentation en ligne)
- Guila Clara Kessous, « La peur de Dieu dans la Bible : « Dieu, y es-tu... ? m'entends-tu ? » », L'Arche, no 696,‎ janvier-février 2023, p. 58-61

## Livres audio
Elle est la narratrice des livres audio suivants :
- Hygiène de l'assassin, d'Amélie Nothomb, publié le 7 novembre 2012 (éditions Audiolib)
- La mort s'invite à Pemberley, de P. D. James, publié le 16 janvier 2013 (éditions Audiolib)
- Journal, d'Hélène Berr, publié le 6 novembre 2013 (éditions Audiolib)
- La Nuit, d'Elie Wiesel, publié le 22 octobre 2015 (éditions Gallimard)
- Moi, Malala je lutte pour l'éducation, et je résiste aux talibans, de Malala Yousafzai, publié le 13 avril 2016 (éditions Audiolib)
- La Mulâtresse Solitude, d'André Schwarz-Bart, publié le 4 novembre 2016 (des femmes-Antoinette Fouque, coll. « Bibliothèque des voix »)
- Des mots pour agir contre les violences faites aux femmes, recueil sous la direction d'Eve Ensler et Mollie Doyle, avec la participation de Francis Huster, publié en mars 2021 (des femmes-Antoinette Fouque, coll. « La Bibliothèque des voix ») - Voix d’Or du Grand Prix du Livre Audio 2022[20]
- Jésus et Israël de Jules Isaac, éditions Alexandre Stanké, 2022, présentation en ligne
- Au-delà de nos larmes, de Tatiana Mukanire Bandalire, préface du Dr. Denis Mukwege, paru en avril 2022 (des femmes-Antoinette Fouque, coll. « La Bibliothèque des voix ») - Grand Prix Document du livre audio 2023[21]

## Distinctions

### Récompenses
- Artiste pour la paix de l'UNESCO (2012)[réf. souhaitée]
- Women's Forum 2020 Outstanding Rising Talent[24].
- Prix pour l'autonomisation des femmes Global Gift remis par Eva Longoria lors du gala Global Gift de 2020[24].
- Voix d’Or du Grand Prix du Livre Audio 2022 décernée à Des mots pour agir contre les violences faites aux femmes de Eve Ensler et Mollie Doyle lu par Guila Clara Kessous pour « La Bibliothèque des voix »[20]
- Grand Prix Document du livre audio 2023 décerné à Au-delà de nos larmes de Tatiana Mukanire Bandalire lu par Guila Clara Kessous pour « La Bibliothèque des voix »[21]

### Décoration
- Officière de l'ordre des Arts et des Lettres (juillet 2014)[25]